# ۳ (قمری)
۳، سال سوم در گاهشماری هجری قمری است. در نامگذاری اعراب برای سال‌ها، این سال به نام سنةالتمحیص (سال آزمایش) نامگذاری شده است.

## پادشاهان و حاکمان
در این سال نامبردگان زیر عمده قدرت در خاور میانه و شرق آفریقا را در اختیار داشتند:
- خسرو پرویز شاهنشاه ساسانی ایران (از ۳۲ پیش از هجرت - ۶ هـ.ق.)
  - آزادبه (زادیه) حاکم لخمیان در حیره (از طرف ساسانیان)  (از ۵ پیش از هجرت - ۵  هـ.ق.)
  - باذان پسر ساسان فرماندار یمن (از طرف ساسانیان) (از ؟ - ۱۰  هـ.ق.)
- هراکلیوس (هرقل) امپراتور بیزانس (روم شرقی) (از ۱۲ پیش از هجرت - ۲۰ هـ.ق.)
  - مقوقس حاکم اسکندریه (از طرف امپراتوری بیزانس) (از ؟ - ۲۰  هـ.ق.)
  - ابوکرب نعمان بن حارث، حاکم غسانیان (که تحت‌الحمایه بیزانس بود) (از ۴ پیش از هجرت - ۱۱ هـ.ق.)
- آرماه (نجاشی) پادشاه حبشه (از ۸ پیش از هجرت - ۹ هـ.ق.)
- تون جبغو خان خان بزرگ خاقانات ترک غربی (از ۴ پیش از هجرت - ۸  هـ.ق.)

## رویدادها
- محرم - غزوه ذی‌امر (غطفان): پیامبر اسلام از توطئه غطفانیان برای تدارک جنگ علیه مسلمانان با خبر شده و برای پیش‌دستی با ۴۵۰ نفر به سمت آنها حمله می‌کند. در نتیجه همه غطفانیان فرار می‌کنند.
- محرم -سریه عبدالله بن انیس برای قتل خالد بن سفیان هذلی
- ربیع‌الاول - ازدواج عثمان بن عفان با ام‌کلثوم دختر پیامبر اسلام
- ربیع‌الثانی - وقوع غزوه بحران میان مسلمانان و بنی سلیم
- شعبان - ازدواج پیامبر اسلام با حفصه دختر عمر بن خطاب
- ۷ شوال - وقوع غزوه احد میان مسلمانان مدینه و سپاه مکه که در آن مسلمانان شکست سختی خوردند و بسیاری کشته شدند. پیامبر اسلام هم مجروح شد. اجساد مسلمانان توسط زنان مکیان مثله گردید.
- ۸ شوال - وقوع غزوه حمراءالاسد میان مسلمانان و سپاه مکه  در منطقه‌ای به همین نام در نزدیکی مدینه

## زادگان
- ۱۵ رمضان - حسن مجتبی، امام دوم شیعیان
- سائب بن يزيد هذلی، از راویان حدیث
- زینب بنت ابی سلمه دختر ام سلمه
- سهل بن ابی حثمه از راویان حدیث

## درگذشتگان
- ۱۴ ربیع‌الاول - قتل کعب بن اشرف که اشعار هجوآمیز درباره همسران پیامبر اسلام می‌سرود.
- جمادی‌الثانی - قتل ابو رافع سلام بن ابی‌الحقیق شاعر یهودی در خیبر در سریه عبدالله بن عتیک
- شعبان - عثمان بن مظعون در مدینه که نخستین کسی بود که در بقیع دفن شد.
- ۷ شوال: کشتگان غزوهٔ احد:
  - مسلمانان (مدینه): 
    - حمزة بن عبدالمطلب عموی پیامبر اسلام که به دست وحشی بن حرب کشته شد.
    - مصعب بن عمیر از یاران پیامبر اسلام
    - عبدالله بن جحش از یاران پیامبر اسلام
    - حنظلة بن ابی عامر از یاران پیامبر اسلام
    - انس بن نضر از یاران پیامبر اسلام
    - عباده بن خشخاش از یاران پیامبر اسلام
    - عمر بن جموح از یاران پیامبر اسلام
    - عمرو بن معاذ، از صحابه پیامبر اسلام که به دست ضرار بن خطاب کشته شد. (زاده ۲۹ پیش از هجرت)
    - اوس بن ثابت، از صحابه پیامبر اسلام (به روایتی دیگر تا زمان خلافت عثمان بن عفان زنده بوده است)
    - حارث بن ثابت، از صحابه پیامبر اسلام
    - احوص بن مسعود از صحابه پیامبر اسلام
    - اسلم بن عمیره از صحابه پیامبر اسلام
    - حارث بن رافع از صحابه پیامبر اسلام
    - حارث بن سلیم از صحابه پیامبر اسلام
    - حارث بن عبدالله بن سعد از صحابه پیامبر اسلام
    - حارث بن عدی بن خرشه از صحابه پیامبر اسلام
    - حارث بن عقبه از صحابه پیامبر اسلام
    - مجذر بن زیاد از صحابه پیامبر اسلام که به دست حارث بن سوید کشته شد
    - ثعلبه بن سعد، از صحابه پیامبر اسلام
    - عباس بن عباده از یاران پیامبر اسلام بر اثر زخمی که در غزوه احد دیده بود.
    - عثمان بن مظعون  از صحابه پیامبر
    - ابوعکشره حاجب بن زراره تمیمی از یاران پیامبر اسلام

  - مکیان:
    - ابو عزه جمحی از شاعران جاهلی در غزوه احد به دست عاصم بن ثابت
    - معاویه بن مغیره به دست زید بن حارثه و عمار بن یاسر چند روز بعد از غزوه احد